# Кундуз (река)
Кунду́з (перс. کوندز‎), в среднем течение также известен как Сурхаб (سرخ‌آب), в верхнем течении — как Бамиа́н (дари بامیان) — река в Афганистане, левый приток Амударьи. Протекает по территории провинций Бамиан, Баглан и Кундуз. Длина составляет 420 километров, площадь водосборного бассейна — 31 300 км². Берёт начало в горном хребте Баба, в провинции Бамиан, на северо-западных склонах горы Шахфулади высотой 5135 метров, примерно в 20 км к юго-западу от города Бамиан. Течёт в северо-восточном направлении по высокогорной Бамианской долине до современного города Бамиан и Бамианских статуй Будды, затем на восток до Тупчи, затем на север до До-Аб-е-Мих-е-Заррин, затем на северо-восток до Доши, на север до Килагайской долины, в которой дислоцировалась управление советской 276-й трубопроводной бригады в период Афганской войны, затем на северо-запад мимо Пули-Хумри, затем на северо-восток мимо Баглана, пересекает северные отроги Гиндукуша, поворачивает на север и выходит на равнину на севере страны у Алиабада. У Кундуза поворачивает на северо-запад, принимает правый приток Ханабад, близ устья сворачивает на запад и впадает в Амударью к югу от устья реки Вахш.
Высота устья — 318 м над уровнем моря. Высота истока — 3850 м над уровнем моря.
По долине реки проходит участок Кундуз — Доши Азиатского маршрута AH7 и участок Пули-Хумри — Доши Азиатского маршрута AH76.
Сквозное ущелье, прорытое рекой Сурхаб, прорезает Западный Гиндукуш на всю его ширину. Это знаменитое Шикарийское ущелье издревле служило удобнейшим проходом через Гиндукуш. Долина известна рядом перевалов через Гиндукуш, которыми проходили по преданию войска Александра Македонского, Чингисхана и Тамерлана. В долине развалины города, разрушенного Чингисханом в 1221 году. Через ущелья проходили древние вьючные пути к Кабулу от Герата и из Туркестана. Высота перевалов более 3000 метров над уровнем моря. Культурный ландшафт и археологические находки в долине Бамиан являются объектом всемирного наследия ЮНЕСКО.